# FIA GT 2009
FIA GT 2009 var den sista säsongen av GT-mästerskapet FIA GT. 2010 ersattes serien av FIA GT1 World Championship.

## GT1
Vitaphone Racing Team tog hand om både förartiteln och teamens titel, men det var inte utan kontroverser, då rivalerna PK Carsport anklagade Vitaphone för att använda sig av stallorder för att främja Andrea Bertolini och stallägaren Michael Bartels chanser i mästerskapet. Ett flertal överklagningar avslogs efter säsongens slut.

### Delsegrare
| Datum        | Bana           | Vinnare                                                | Märke     |
| ------------ | -------------- | ------------------------------------------------------ | --------- |
| 3 maj        | Silverstone    | Karl Wendlinger Ryan Sharp                             | Saleen    |
| 16 maj       | Adria          | Michael Bartels Andrea Bertolini                       | Maserati  |
| 21 juni      | Oschersleben   | Mike Hezemans Anthony Kumpen                           | Chevrolet |
| 25-26 juli   | Spa 24-timmars | Mike Hezemans Anthony Kumpen Jos Menten Kurt Mollekens | Chevrolet |
| 30 augusti   | Hungaroring    | Michael Bartels Andrea Bertolini                       | Maserati  |
| 20 september | Algarve        | Bert Longin James Ruffier                              | Chevrolet |
| 4 oktober    | Paul Ricard    | Enrique Bernoldi Roberto Streit                        | Chevrolet |
| 25 oktober   | Zolder         | Alessandro Pier Guidi Matteo Bobbi                     | Maserati  |

### Slutställning
| Plats | Förare                           | Märke     | Poäng |
| ----- | -------------------------------- | --------- | ----- |
| 1     | Michael Bartels Andrea Bertolini | Maserati  | 57    |
| 2     | Mike Hezemans Anthony Kumpen     | Chevrolet | 45    |
| 3     | Bert Longin James Ruffier        | Chevrolet | 39    |
| 4     | Xavier Maassen                   | Chevrolet | 36    |
| 5     | Alessandro Pier Guidi            | Maserati  | 32    |
| 6     | Miguel Ramos Alex Müller         | Maserati  | 32    |
| 7     | Enrique Bernoldi Roberto Streit  | Chevrolet | 28    |
| 8     | Matteo Bobbi                     | Maserati  | 24    |

## GT2

### Delsegrare
| Datum        | Bana           | Vinnare                                                     | Märke   |
| ------------ | -------------- | ----------------------------------------------------------- | ------- |
| 3 maj        | Silverstone    | Richard Westbrook Emmanuel Collard                          | Porsche |
| 16 maj       | Adria          | Richard Westbrook Emmanuel Collard                          | Porsche |
| 21 juni      | Oschersleben   | Gianmaria Bruni Toni Vilander                               | Ferrari |
| 25-26 juli   | Spa 24-timmars | Gianmaria Bruni Toni Vilander Jaime Melo Luís Pérez Companc | Ferrari |
| 30 augusti   | Hungaroring    | Richard Westbrook Emmanuel Collard                          | Porsche |
| 20 september | Algarve        | Niki Cadei Álvaro Barba                                     | Ferrari |
| 4 oktober    | Paul Ricard    | Gianmaria Bruni Toni Vilander                               | Ferrari |
| 25 oktober   | Zolder         | Richard Westbrook Marco Holzer                              | Porsche |

### Slutställning
| Plats | Förare                        | Märke   | Poäng |
| ----- | ----------------------------- | ------- | ----- |
| 1     | Richard Westbrook             | Porsche | 56    |
| 2     | Gianmaria Bruni Toni Vilander | Ferrari | 54    |
| 3     | Emmanuel Collard              | Porsche | 49    |
| 4     | Álvaro Barba Niki Cadei       | Ferrari | 34    |
| 5     | Rob Bell Andrew Kirkaldy      | Ferrari | 34    |
| 6     | Luís Pérez Companc            | Ferrari | 30    |